# Wele
Wele (’han som vägleder’) är Guds namn hos det östafrikanska Abaluyiafolket i Kenya. Wele var den första gudomen och skapade himlen. Wele hade två bröder som skapade solen och månen, men de började att slåss sinsemellan och Wele beslutade att de inte skulle få förekomma tillsammans i himlen: sol på dagen och månen på natten.